# Rundhütte von Middleton

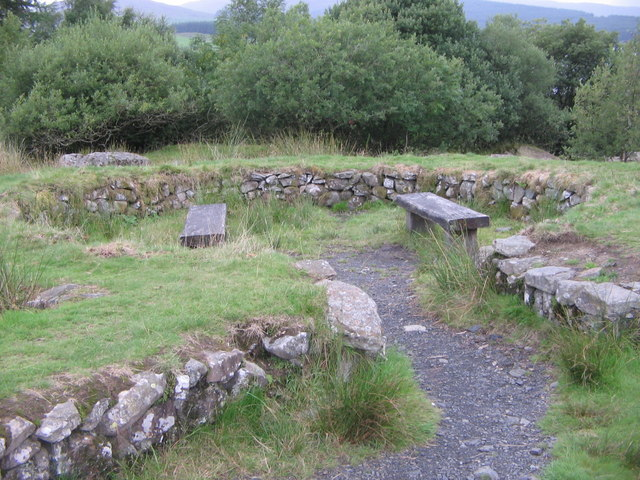
Rekonstruktion einer eisenzeitlichen Rundhütte

Die Rundhütte von Middleton (auch Walton Burn genannt) war eine bronze- oder früheisenzeitliche Rundhütte südwestlich der Middleton Farm in der schottischen Council Area East Renfrewshire. Die Ortschaft Eaglesham befindet sich vier Kilometer in nordöstlicher Richtung. Seit 2011 sind die Überreste in den schottischen Denkmallisten als Scheduled Monument klassifiziert.

## Beschreibung
Wann die Rundhütte erbaut und in welchem Zeitraum sie genutzt wurde, ist nicht untersucht worden. Rundhütten dieses Typs waren in Schottland während des 2. Jahrtausends v. Chr. üblich, fallen also in die Bronzezeit oder in die frühe Eisenzeit.
Das Bauwerk liegt an einem sanften Hang. Die Reste der Außenmauer weisen einen Durchmesser von etwa 6,0 Metern bei einer Mächtigkeit von zwei Metern auf. Sie sind noch bis zu einer Höhe von 30 cm erhalten, wobei der beste Erhaltungsgrad im Norden und Westen liegt. Die Hütte war von einer ovalen Mauer umfriedet, die maximal 29,0 m lang und 24,0 m breit war. Beide Mauerwerke sind als  Bruchsteinbänder in der Landschaft auszumachen. Eine Eingangsöffnung ist nicht erkennbar. Durch die Rundhüttenreste verläuft der Abflussgraben eines Ackers, der späteren Datums ist. Im Nordosten innerhalb der Umfriedung ist eine möglicherweise geebnete Fläche mit den Ausmaßen 16 m × 10 m zu finden, die einst einen Außenhof gebildet haben könnte.